# Elezioni generali in Perù del 1985
Le elezioni generali in Perù del 1985 si tennero il 14 aprile per l'elezione del Presidente e il rinnovo del Congresso della Repubblica.

## Risultati

### Elezioni presidenziali
| Candidati                  | Partiti                                               | Voti      | %     |
| -------------------------- | ----------------------------------------------------- | --------- | ----- |
| Alan García Pérez          | Alleanza Popolare Rivoluzionaria Americana            | 3 452 111 | 53,10 |
| Alfonso Barrantes Lingán   | Sinistra Unita (PCP - UNIR - UDP - PSR - PCR - FOCEP) | 1 605 139 | 24,69 |
| Luis Bedoya Reyes          | Partito Popolare Cristiano                            | 773 313   | 11,90 |
| Javier Alva Orlandini      | Azione Popolare                                       | 471 150   | 7,25  |
| Roger Cáceres Velásquez    | Sinistra Nazionale                                    | 91 968    | 1,41  |
| Francisco Morales Bermúdez | Fronte Democratico di Unità Nazionale                 | 54 899    | 0,84  |
| Miguel Campos Arredondo    | Partito Progressista Nazionale                        | 26 366    | 0,41  |
| Ricardo Napurí Schapiro    | Partito Socialista dei Lavoratori                     | 15 696    | 0,24  |
| Peter Uculmana Suarez      | Movimento Civico Nazionale 7 Giugno                   | 10 150    | 0,16  |
| Totale                     | Totale                                                | 6 500 792 | 100   |

### Elezioni parlamentari

#### Camera dei deputati
| Liste                                                 | Voti      | %     | Seggi |
| ----------------------------------------------------- | --------- | ----- | ----- |
| Alleanza Popolare Rivoluzionaria Americana            | 2 920 605 | 50,09 | 107   |
| Sinistra Unita (PCP - UNIR - UDP - PSR - PCR - FOCEP) | 1 424 981 | 24,44 | 48    |
| Convergenza Democratica (PPC - MBH)                   | 649 404   | 11,14 | 12    |
| Azione Popolare                                       | 491 581   | 8,43  | 10    |
| Sinistra Nazionale                                    | 110 695   | 1,90  | 1     |
| Fronte Democratico di Unità Nazionale                 | 59 455    | 1,02  | –     |
| Movimento Civico Nazionale 7 Giugno                   | 24 466    | 0,42  | –     |
| Partito Progressista Nazionale                        | 19 131    | 0,33  | –     |
| Partito Socialista dei Lavoratori                     | 16 425    | 0,28  | –     |
| Partito Socialista del Perù                           | 14 775    | 0,25  | –     |
| Indipendenti                                          | 99 192    | 1,70  | 2     |
| Totale                                                | 5 830 710 | 100   | 180   |